# Isländische Badmintonmeisterschaft 2021
Die Isländische Badmintonmeisterschaft 2021 fand vom 28. bis zum 30. Mai 2021 in Reykjavík statt. Es war die 73. Auflage der nationalen Titelkämpfe von Island im Badminton.

## Medaillengewinner
| Disziplin    | Gold                                            | Silber                                       | Bronze                                          |
| ------------ | ----------------------------------------------- | -------------------------------------------- | ----------------------------------------------- |
| Herreneinzel | Daníel Jóhannesson                              | Róbert Ingi Huldarsson                       | Gústav Nilsson                                  |
| Herreneinzel | Daníel Jóhannesson                              | Róbert Ingi Huldarsson                       | Jónas Baldursson                                |
| Dameneinzel  | Júlíana Karitas Jóhannsdóttir                   | Sigríður Árnadóttir                          | Arna Karen Jóhannsdóttir                        |
| Dameneinzel  | Júlíana Karitas Jóhannsdóttir                   | Sigríður Árnadóttir                          | Lilja Bu                                        |
| Herrendoppel | Davíð Bjarni Björnsson Kristófer Darri Finnsson | Daníel Jóhannesson Jónas Baldursson          | Bjarki Stefánsson Daníel Thomsen                |
| Herrendoppel | Davíð Bjarni Björnsson Kristófer Darri Finnsson | Daníel Jóhannesson Jónas Baldursson          | Eiður Ísak Broddason Róbert Þór Henn            |
| Damendoppel  | Drífa Harðardóttir Elsa Nielsen                 | Arna Karen Jóhannsdóttir Sigríður Árnadóttir | Júlíana Karitas Jóhannsdóttir Karolina Prus     |
| Damendoppel  | Drífa Harðardóttir Elsa Nielsen                 | Arna Karen Jóhannsdóttir Sigríður Árnadóttir | Sólrún Anna Ingvarsdóttir Una Hrund Örvar       |
| Mixed        | Kristófer Darri Finnsson Drífa Harðardóttir     | Daníel Jóhannesson Sigríður Árnadóttir       | Gabriel Ingi Helgason Sólrún Anna Ingvarsdóttir |
| Mixed        | Kristófer Darri Finnsson Drífa Harðardóttir     | Daníel Jóhannesson Sigríður Árnadóttir       | Gústav Nilsson Júlíana Karitas Jóhannsdóttir    |